# Chrono Trigger
Chrono Trigger (яп. クロノ・トリガー, Куроно Торіґа) — японська рольова гра, розроблена і видана компанією Square Co. і вийшла на приставці Super Nintendo Entertainment System в 1995 році. Chrono Trigger була випущена в Японії 11 березня 1995 року, в США — 22 серпня 1995 року. У центрі сюжету — пригоди компанії юних мандрівників у часі, що подорожують крізь епохи вигаданого світу, намагаючись запобігти його знищенню в далекому майбутньому. У 1999 році Chrono Trigger був перевиданий в Японії на платформі PlayStation практично в незмінному вигляді; цей порт вийшов в США разом з аналогічним портом Final Fantasy IV під загальною назвою Final Fantasy Chronicles. Доповнений порт гри на Nintendo DS вийшов одночасно в Японії і США в 2008 році; на цьому перевиданні були засновані версії для iOS і Android, випущені в 2011 і 2012 роках відповідно. У свою чергу, на мобільних версіях було засновано перевидання для Windows, випущене в 2018 році. Сюжет гри продовжують спін-оф Radical Dreamers для SNES і сиквел — Chrono Cross для PlayStation.